# Salatiel
Salatiel, de son nom complet Salatiel Livenja Bessong, né le 26 décembre 1987 à Tiko, est un chanteur, musicien, arrangeur et producteur camerounais, fondateur du label Alpha Better Records.

## Biographie

### Naissance et études
Né à Tiko dans la région du Sud-Ouest du Cameroun, sixième d'une famille de neuf enfants, de parents tous deux pasteurs. Il passe un baccalauréat scientifique en 2005 et réussit le concours d'entrée à la faculté de médecine de Yaoundé.
En parallèle, il découvre la musique et abandonne définitivement ses études de médecine en 2007, au grand dam de ses parents. 

## Carrière
Il écrit des textes pour le gospel, anime une chorale dans une banlieue de Yaoundé, apprend à jouer le piano, la guitare, la batterie et crée son propre groupe, Salas Band. Il fait la connaissance de deux artistes, Mr Leo et Blaise B, qu'il produira quelques années plus tard.
En 2010, avec un autre groupe, Da Thrill, il gagne la première place au Cameroun et la seconde en Afrique lors du concours Nescafé Africa. Cette victoire lui ouvre des portes à Dakar où il rencontre Daara J, Toofan ou Youssou N'Dour. Après quelques années difficiles, il fonde en 2013 son label Alpha Better Records, qui acquiert « la réputation d’être une machine à tubes ». Salatiel se flatte d'avoir « arrangé au moins 3 000 chansons de différents styles, produit 100 albums pour 300 artistes » en l'espace de dix ans.
Après le Cameroun et l'Afrique, notamment grâce à son grand succès Toi & Moi en 2017, il accède à une consécration internationale à près de 32 ans, lorsque Beyoncé lui propose de participer à l'album The Lion King: The Gift, bande originale du film Le Roi Lion – remake du film d'animation éponyme de Disney – sorti en 2019.
Il a à son actif plusieurs prix comme le Canal 2’Or 2019 du meilleur artiste masculin, le prix du meilleur artiste masculin de l’Afrique centrale aux Afrima 2019, et celui de meilleur artiste masculin camerounais des Balafon Music Awards 2019.

## Discographie

### Albums
- 2021  : Africa Represented

### Singles
- 2014 : Fap Kolo
- 2016 : Ça Se Passe Ici
- 2016 : One Day Na One Day
- 2016 : Bougez La Bas! avec Maahlox Le Vibeur et Myra
- 2016 : We Are Champions avec Mr Leo ft Mink's, Daphne, Valdez et Mary A
- 2017 : Toi et Moi
- 2017 : La Femme De Ma Galère
- 2018 : Comme Ça ft. Daphne
- 2018 : Weekend
- 2018 : Sans Complexe avec Magasco
- 2019 : Anita
- 2020 : Ayagayo (Good Times)
- 2022 : Pelé avec Petit Pays
- 2023 : Ça va aller
- 2023 : Closer avec Charlotte Dipanda

### Collaborations
- 2016 : Clando de Blaise B
- 2016 : Sponsor de Mink's
- 2017 : Higher Higher de Mr. Leo avec Askia et Blaise B
- 2017 :  Qu'Est Ce Qui N'a Pas Marché?  avec Mr. Leo, Askia et Blaise B
- 2018 : Rembourser de Meshi
- 2018 : C'est la vie de Mr Leo
- 2019 : Seul Au Monde Remix de  Dj Gérard Ben
- 2019 : Che Woue de Stephane Akam
- 2019 :  Water feat Beyoncé et Pharrell Williams
- 2020 : Sans toi de Sandy
- 2021 : Iyori de Rinyu
- 2022 : Junglage de Dinga